# Грешка при планирането
Грешка при планирането е тенденция да се омаловажава времето за извършване на дадена задача. Като реални примери в строителството могат да бъдат посочени например конструирането на сградата на Операта в Сидни, както и основната магистрала Big Dig в Бостън, и в двата случая, изпълнението продължава много години след планирания график.
Ловало и Канеман (2003) разширяват оригиналната дефиниция на грешка при планирането от само тенденцията да се подценява времето за извършване към тенденцията да се подценява времето, разноските и рисковете за бъдещи действия и в същото време надценяване на ползите от самите действия.
|  | Тази страница частично или изцяло представлява превод на страницата Planning fallacy в Уикипедия на английски. Оригиналният текст, както и този превод, са защитени от Лиценза „Криейтив Комънс – Признание – Споделяне на споделеното“, а за съдържание, създадено преди юни 2009 година – от Лиценза за свободна документация на ГНУ. Прегледайте историята на редакциите на оригиналната страница, както и на преводната страница, за да видите списъка на съавторите. ВАЖНО: Този шаблон се отнася единствено до авторските права върху съдържанието на статията. Добавянето му не отменя изискването да се посочват конкретни източници на твърденията, които да бъдат благонадеждни. |